# 一国两府
一国两府（英語：One Nation, two States），或稱一國兩治。即「一个国家，两个政府」（兩個中央政府、兩個首都，指的是互相承認兩岸分治后中華人民共和國政府和中華民國政府並存的客觀政治現狀），指在維持現狀的基礎上承認現狀，是解决台湾问题的一个建议，與一中同表有相似之處。

## 歷史
這一主張最早由美國政府提出。後來中華人民共和國在上海公報主張自身是中國「唯一合法政府」，並表明拒絕一國兩府的論點。
1990年，中華民國總統李登辉主持的国家統一委員會提議，以「一国两府」模式開展兩岸「政府對政府」協商。時任中華人民共和國國家主席楊尚昆則說，兩個中央政府對話會被扭曲成「兩國兩府」。
1995年，中共中央总书记江泽民发表“江八点”讲话，僅表示反對「兩個中國」「一中一台」。時任總統顧問的明居正回憶說，“江八點”的表述，暗示中共接受在「一國兩府」條件下開展兩岸談判，當時他建議李登輝總統抓住機會接受中共主張，與中共就「一國兩府」達成共識，但未獲采納。
2000年，民進黨陈水扁当选中華民國總統時，中國國民黨主席连战曾再度提出一国两府、联邦制和邦联制等构想，但主要是反对台独。其他檯面上台灣的政治人物甚少提及此類觀點。
2002年，中华人民共和国外交部发表《台湾问题与中国的统一》白皮书，提及中央政府解决台湾问题的基本方针为“世界上只有一个中国，台湾是中国不可分割的一部分，中央政府在北京。这是举世公认的事实，也是和平解决台湾问题的前提。中国政府坚决反对任何旨在分裂中国主权和领土完整的言行，反对‘两个中国’、‘一中一台’或‘一国两府’，反对一切可能导致‘台湾独立’的企图和行径”。
不过，在此之后，中华人民共和国官方未再对一国两府表达抵制。其对“一个中国原则”的表述为“世界上只有一个中国，大陆和台湾同属一个中国、在一个中国的前提下，什么都可以谈”，对各类符合九二共识的政治构想都持开放态度。